# 岐阜県立多治見病院
岐阜県立多治見病院（ぎふけんりつたじみびょういん）は、岐阜県多治見市にある病院。地方独立行政法人岐阜県立多治見病院が運営する（2010年4月に独立行政法人化）。

## 概要
1939年（昭和14年）9月8日に開設された。岐阜県東濃・可児地域の基幹病院であるとともに、岐阜県東濃地域唯一の三次救急病院でもある。
岐阜県・愛知県など中部地区住民からは、通称県病院と呼ばれている。
2008年（平成20年）9月に医師が自ら運転して現場に駆けつるドクターカーを日本で初めて導入した。同年の道路交通法の改正により、可能となったものであった。それまでは、患者搬送の機能を備えていることがドクターカーの条件であったが、改正により乗用車型のいわゆる"欧州型ドクターカー"が緊急車両として認められたことによるものである。
2010年（平成22年）6月に緩和ケア病床を開設した。また、2011年（平成23年）10月には災害拠点病院の指定を受けた。

## 沿革
- 1939年（昭和14年）9月8日 - 診療開始[2]。
- 1958年（昭和33年） - 総合病院の承認を受ける。
- 1968年（昭和43年） - 救急病院の指定を受ける。（旧）西病棟完成。
- 1970年（昭和45年） - （旧）東病棟完成。
- 1984年（昭和59年） - 診療本館（現在の中央診療棟）完成。
- 1990年（平成2年）  - （新）東病棟完成。
- 2002年（平成14年） - 日本医療機能評価機構による病院機能評価V5.0の認定を取得。ISO14001の認証を取得。
- 2003年（平成15年） - 女性専用外来を開設。
- 2006年（平成18年） - 電子カルテ導入。
- 2008年（平成20年）9月 - ドクターカー導入[3]。
- 2010年（平成22年）3月1日 - 新西棟（中病棟・西病棟）完成。
- 2010年（平成22年）4月1日 - 地方独立行政法人となり運営主体が地方独立行政法人岐阜県立多治見病院となる。
- 2011年（平成23年）10月26日 - 災害拠点病院の指定を受ける[4]。
- 2012年（平成24年）1月6日 - 日本医療機能評価機構による病院機能評価V6.0の認定を取得。
- 2013年（平成25年）4月 - 高精度放射線治療センター稼働[1]。
- 2016年（平成28年）3月 - 卒後臨床研修評価機構の認定取得[1]。
- 2016年（平成28年） 11月 - 一般病棟52床廃止[1]。
- 2017年（平成29年）3月3日 - 日本医療機能評価機構による病院機能評価（3rdG:Ver.1.1）の認定取得[1]。
- 2017年（平成29年） 4月 - 血液浄化センター・医療工学センター運用開始。
- 2019年（平成31年） 3月 - 院内保育所「キラキラきっず」開所
- 2020年（令和2年)　4月 - 一般病床1床廃止、精神科病床4床廃止
- 2022年（令和4年）10月 - 精神科病床9床廃止
- 2023年（令和5年）１月 - 一般病床8床廃止
- 2024年（令和6年）4月 - 新中央診療棟が完成。総病床数は553床から539床になる。

## 診療科
- 内科
- 腎臓内科
- 血液内科
- 糖尿病・内分泌内科
- リウマチ科
- 精神科
- 脳神経内科
- 呼吸器内科
- 消化器内科
- 循環器内科
- 小児科
- 新生児内科
- 外科
- 消化器外科
- 乳腺・内分泌外科
- 整形外科
- 形成外科
- 脳神経外科
- 呼吸器外科
- 心臓外科
- 血管外科
- 皮膚科
- 泌尿器科
- 産婦人科
- 眼科
- 耳鼻咽喉科
- リハビリテーション科
- 放射線治療科
- 放射線診断科
- 緩和ケア内科
- 歯科口腔外科
- 麻酔科
- 病理診断科
- 臨床検査科
- 救急科

## 施設データ
敷地面積
41,735.16 m2
施設
- 中央診療棟（地上5階）　※2024年4月完成、屋上にヘリポート

- 管理棟（地上7階、地下1階）
- 中・西病棟（地上8階、地下1階）
- MRI棟
- 看護師宿舎

## 交通アクセス
- 多治見駅南口バスターミナル1番のりばより東濃鉄道（東鉄バス）多治見西部線に乗車、「県病院」バス停下車。
- 多治見市自主運行バス：諏訪線に乗車、「県病院」バス停下車、
- JR中央本線・太多線 多治見駅より徒歩で20分程度。